# 佐渡嶽沢右エ門
佐渡嶽 沢右エ門（さどがたけ さわえもん、1737年 - 1795年）は、上野国群馬郡（群馬県前橋市）出身で伊勢ノ海部屋に所属した江戸時代の大相撲力士。最高位は前頭2枚目。現代に続く年寄名跡・佐渡ヶ嶽の初代である。

## 略歴
- 1757年 - 初土俵
- 1770年 - 新入幕
- 1780年 - 引退、年寄・佐渡ヶ嶽を襲名
- 1790年 - 廃業

## 幕内通算成績
- 7場所・18勝8敗3預16休　勝率.692